# Moabiter
Die Moabiter waren ein Volk, das östlich des Toten Meeres und südlich des Arnon im Land Moab lebte.

## Geschichte
Nach wechselhaften Auseinandersetzungen mit den Israeliten wurden die Moabiter vom Nordreich Israel unter der Dynastie Omri besiegt und blieben offenbar bis etwa 850 v. Chr. tributpflichtig, als der moabitische König Mescha die Oberherrschaft abschüttelte und ein zusammenhängendes Gebiet von der Nord- bis zur Südspitze des Toten Meeres eroberte. Eine von ihm aufgestellte, die sogenannte Mescha-Stele mit einer langen, entzifferten Inschrift, ist bis in die Neuzeit erhalten geblieben.
In schriftlichen Quellen außerhalb der Bibel erscheinen sie erstmals im 13. Jahrhundert v. Chr. auf einer ägyptischen Inschrift. Um 720 v. Chr. wurden die Moabiter von den Assyrern besiegt. Bald darauf verschwanden sie aus den Quellen, sie gingen wohl in den Nabatäern und anderen Wüstenvölkern auf.

## Religion
Der Hauptgott der Moabiter war Kemosch, von dem sich ihre Könige ableiteten (König Mescha nannte sich „Sohn des Kemosch“, Num 21,29 ). Außerdem beteten sie Baal-Peor, offenbar eine regionale Variation des kanaanäischen Gottes Ba’al, an. Eine weitere moabitische, die so genannte Bileam-Inschrift, erwähnt den auch in der Bibel genannten Seher Bileam. Die vermutlich bekannteste Moabiterin ist Rut. Karl-Heinrich Ostmeyer bezeichnet sie als den Prototyp einer Konvertitin zum Judentum.

## Biblische Darstellung

### Herkunft
Gemäß der Darstellung im Tanach waren die Moabiter die Nachfahren des Moab, eines Sohnes des Lot. Die Zeugung Moabs wird jedoch in der Bibel wenig rühmlich dargestellt. Nach 1. Mose 19,30-38  machten die Töchter Lots ihren Vater betrunken und verführten ihn im Rausch. Die ältere Tochter wurde schwanger und gebar Moab. Die jüngere folgte dem Beispiel und kam so zu einem Sohn, den sie Ben-Ammi nannte, er wurde zum Stammvater der Ammoniter. Da Lot ein Neffe Abrahams war, sind die beiden Brudervölker mit den Hebräern bzw. Israeliten verwandt.

### Rolle bei der Landnahme

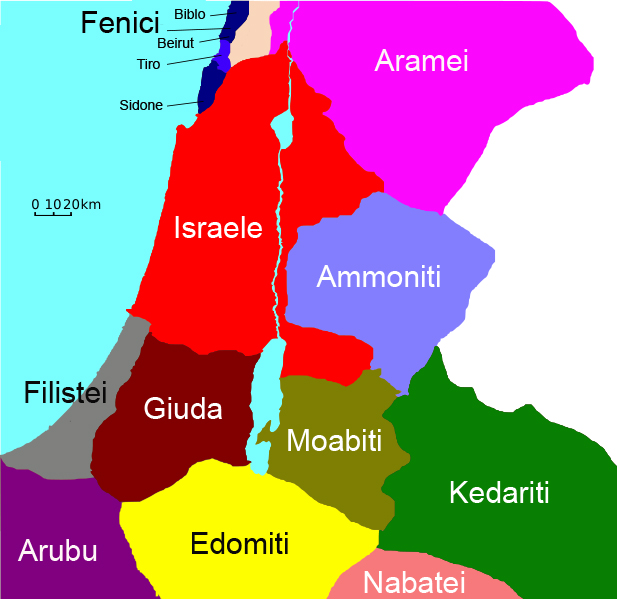
Die ungefähre territoriale Ausdehnung verschiedener Ethnien oder Stammesgruppen um 800 v. Chr. (Eisenzeit) in der Levante. Bezeichnungen in italienischer Sprache

Der Versuch der Moabiter, die auf ihrem Durchzug nach Kanaan im Lande der Moabiter verweilenden Israeliten zu einer Art Akkulturation durch eine Vermischung der Völker („… zu huren mit den Töchtern der Moabiter“) und Religionen zu veranlassen (Num 25,2 : „Sie luden das Volk zu den Opfern ihrer Götter“), erzürnte den israelitischen Gott JHWH derart, dass er eine nicht näher definierte Plage über das Volk Israel brachte (vgl. Ps 106,29–31 ), die 24.000 Mann (Num 25,9 ) tötete. Diese Plage hörte nach biblischer Darstellung erst auf, als der Enkel des ersten Hohenpriesters Aaron, Pinhas, den besonders provokanten Beischlaf-Versuch des Israeliten Simri („vor den Augen des Mose und der ganzen Gemeinde“) durch eine Art exemplarische Exekution in flagranti (gemäß jüdischem Rechtsverständnis) „in dessen Zelt“ in öffentlicher Weise beendete.
Es war „im Lande Moab“ aber (Dtn 29 ff. ), wo JHWH – neben dem Bundesschluss am Berg Horeb – einen zweiten Bund mit dem Volk Israel schloss. Im Rahmen dieses zweiten Bundesschlusses wird Josua als Nachfolger Moses eingesetzt, und dort, „im Lande Moab“ enden auch die fünf Bücher Mose.
Auf der Wanderung der Israeliten ins gelobte Land starb Mose der Bibel zufolge (Dtn 34,5 ) im Land der Moabiter, vermutlich auf dem Berg Nebo und wurde „im Tal gegenüber Bet-Pegor“ begraben. Ein konkretes Grab habe, so die biblische Erzählung, niemand je gefunden.

### Verhältnis zum Volk Israel
Die Moabiter werden in der Bibel fast immer als Gegner der Israeliten erwähnt, was möglicherweise mit dem unter ihnen vorherrschenden Baals-Kult zusammenhing. Dennoch war die Moabiterin Ruth (Buch Rut) Urgroßmutter von König David (Rut 4,17 .20–22 ; vgl. 1 Sam 22,3–4 ) und somit eine Stammesmutter des Geschlechts Davids. Dabei ist jedoch vermutlich nicht die ethnische Abstammung ausschlaggebend, sondern die Loyalität und Gefolgstreue Ruths.

## Trivia
- Der Name des Berliner Stadtteils Moabit ist möglicherweise auf das Volk der Moabiter zurückzuführen: Die ersten Bewohner des Gebietes, die Hugenotten, nannten ihren neuen Wohnsitz in Anlehnung an das Alte Testament terre de Moab, weil sie hier ebenso Zuflucht fanden wie Elimelech und die Seinen im Land der Moabiter.[2]